# Élections sénatoriales de 2011 dans les Hauts-de-Seine
Les élections sénatoriales en Hauts-de-Seine se déroulent le dimanche 25 septembre 2011. Elles ont pour but d'élire les sénateurs représentant le département au Sénat pour un mandat de six ans.

## Contexte départemental
Lors des élections sénatoriales de 2004 dans le département des Hauts-de-Seine, sept sénateurs ont été élus selon un mode de scrutin proportionnel : un du PS (Robert Badinter), deux UMP (Roger Karoutchi et Isabelle Debré), trois issus de listes Divers droite (Denis Badré, Jean-Pierre Fourcade et Charles Pasqua) et un du PCF (Roland Muzeau).
Depuis, tous les effectifs du collège électoral des grands électeurs ont été renouvelés, avec les élections législatives françaises de 2007, les élections régionales françaises de 2010, les élections cantonales de 2008 et 2011 et les élections municipales françaises de 2008.

## Sénateurs sortants
| Sénateur | Sénateur                 | Parti | Fonctions lors de l'élection en 2004                     |
| -------- | ------------------------ | ----- | -------------------------------------------------------- |
|          | Brigitte Gonthier-Maurin | PCF   |                                                          |
|          | Robert Badinter          | PS    | Sénateur sortant                                         |
|          | Denis Badré              | MoDem | Sénateur sortant                                         |
|          | Isabelle Debré           | UMP   | Premier adjoint au maire de Vanves                       |
|          | Jean-Pierre Fourcade     | UMP   | Sénateur sortant, maire de Boulogne-Billancourt          |
|          | Jacques Gautier          | UMP   | Maire de Garches                                         |
|          | Charles Pasqua           | RPF   | Ancien député européen, ancien sénateur, ancien ministre |

## Présentation des listes et des candidats
Les nouveaux représentants sont élus pour une législature de 6 ans au suffrage universel indirect par les 2095 grands électeurs du département. Dans les Hauts-de-Seine, les sénateurs sont élus au scrutin proportionnel plurinominal. Leur nombre reste inchangé, 7 sénateurs sont à élire et 9 candidats doivent être présentés sur la liste pour qu'elle soit validée. Chaque liste de candidats est obligatoirement paritaire et alterne entre les hommes et les femmes. 9 listes ont été déposées dans le département. Elles sont présentées ici dans l'ordre de leur dépôt à la préfecture et comportent l'intitulé figurant aux dossiers de candidature.
Jacques Gautier, sénateur sortant, ayant maintenu une liste sans l'investiture de l'UMP, est suspendu de son parti.
La liste no 4, présentée comme une liste de rassemblement de la gauche, ne comprend aucun représentant du PRG, du MDC ou du PG. Le PRG, qui avait manifesté son intention de présenter une liste Radicale, annonce finalement ne pas la maintenir en raison des derniers accords PS-PRG au niveau national mais se refuse à appeler à voter pour la liste PS-PCF-EELV.  Par contre, y figure un candidat non encarté, citoyen, altermondialiste.
Le Conseil national du Parti de gauche décide, le 14 septembre, faute d'avoir obtenu une place éligible sur la liste PS-PCF-EELV en Essonne, de présenter une liste autonome dans les Hauts-de-Seine.

### Divers droite
| N° | Candidats | Candidats                 | Parti | Principale fonction              |
| -- | --------- | ------------------------- | ----- | -------------------------------- |
| 01 |           | Hugues Sirven-Viénot      | DVD   |                                  |
| 02 |           | Madeleine Bucquet         | DVD   | Conseillère municipale de Sceaux |
| 03 |           | Bruno Vuillemin           | DVD   |                                  |
| 04 |           | Armelle Moreno            | DVD   |                                  |
| 05 |           | Philippe Andrieux         | DVD   |                                  |
| 06 |           | Nycole Pouchoulin         | DVD   |                                  |
| 07 |           | Alain Gilles              | DVD   |                                  |
| 08 |           | Françoise Poubeau-Calando | DVD   |                                  |
| 09 |           | Jack Bonté                | DVD   |                                  |

### Cap21
| N° | Candidats | Candidats             | Parti | Principale fonction                     |
| -- | --------- | --------------------- | ----- | --------------------------------------- |
| 01 |           | Estelle Le Touzé      | Cap21 |                                         |
| 02 |           | Stéphane Perrin-Bidan | Cap21 | Conseiller municipal de Suresnes        |
| 03 |           | Marianne Buhler       | Cap21 | Adjointe au maire d'Issy-les-Moulineaux |
| 04 |           | Christian Romain      | Cap21 |                                         |
| 05 |           | Martine Bonnin        | Cap21 |                                         |
| 06 |           | Guillaume Thouvenel   | Cap21 |                                         |
| 07 |           | Magali Guilbaud       | Cap21 | Conseillère municipale de Viroflay      |
| 08 |           | Sylvain Lebas         | Cap21 |                                         |
| 09 |           | Claude Spriet         | Cap21 |                                         |

### Divers droite (UMP dissidents)
| N° | Candidats | Candidats                    | Parti | Principale fonction                                             |
| -- | --------- | ---------------------------- | ----- | --------------------------------------------------------------- |
| 01 |           | Jacques Gautier              | UMP   | Sénateur sortant, maire de Garches                              |
| 02 |           | Marie-France de Rose         | UMP   | Conseillère générale, adjointe au maire de Boulogne-Billancourt |
| 03 |           | Jean-Pierre Schosteck        | UMP   | Député, maire de Châtillon                                      |
| 04 |           | Valérie Gallais              | UMP   | Adjointe au maire de Neuilly                                    |
| 05 |           | Jean-Pierre Le Lausque       | UMP   | Adjoint au maire de Bois-Colombes                               |
| 06 |           | Michèle Pourtaud             | UMP   | Conseillère municipale de Bagneux                               |
| 07 |           | Jean-Philippe Allardi        | DVD   | Adjoint au maire de Sceaux                                      |
| 08 |           | Chantal Maniglier-Sermadiras | DVD   | Conseillère municipale de Courbevoie                            |
| 09 |           | Remy Muzeau                  | DVD   | Conseiller municipal de Clichy                                  |

### PS - PCF - EELV - Divers gauche
| N° | Candidats | Candidats                | Parti            | Principale fonction                |
| -- | --------- | ------------------------ | ---------------- | ---------------------------------- |
| 01 |           | Philippe Kaltenbach      | PS               | Maire de Clamart                   |
| 02 |           | Brigitte Gonthier-Maurin | PCF              | Sénatrice sortante                 |
| 03 |           | André Gattolin           | EELV             |                                    |
| 04 |           | Chloé Trividic           | PS               | Conseillère municipale de Suresnes |
| 05 |           | Gérard Perreau-Bezouille | altermondialiste | Adjoint au maire de Nanterre       |
| 06 |           | Aïcha Moutaoukil         | PS               | Adjointe au maire de Bagneux       |
| 07 |           | Philippe Sarre           | PS               | Maire de Colombes                  |
| 08 |           | Simone Catoire           | PS               |                                    |
| 09 |           | Jacques Bourgoin         | PCF              | Maire de Gennevilliers             |

### Nouveau Centre - Parti Radical - ARES - Divers droite
| N° | Candidats | Candidats             | Parti | Principale fonction                                  |
| -- | --------- | --------------------- | ----- | ---------------------------------------------------- |
| 01 |           | Hervé Marseille       | NC    | Conseiller général, maire de Meudon                  |
| 02 |           | Claire de Lesquen     | NC    | Adjointe au maire de Neuilly-sur-Seine               |
| 03 |           | Jean-Loup Metton      | NC    | Conseiller général, maire de Montrouge               |
| 04 |           | Sylvie Mariaud        | NC    | Adjointe au maire de Bois-Colombes                   |
| 05 |           | Philippe Laurent      | NC    | Maire de Sceaux                                      |
| 06 |           | Béatrice de Lavalette | NC    | Conseillère régionale, adjointe au maire de Suresnes |
| 07 |           | François Le Clec'h    | NC    | Premier adjoint au maire de Rueil-Malmaison          |
| 08 |           | Françoise Schoeller   | NC    | Adjointe au maire de Bourg-la-Reine                  |
| 09 |           | André Santini         | NC    | Député, maire d'Issy-les-Moulineaux                  |

### Front national
| N° | Candidats | Candidats                  | Parti | Principale fonction                   |
| -- | --------- | -------------------------- | ----- | ------------------------------------- |
| 01 |           | Laurent Salles             | FN    |                                       |
| 02 |           | Alexandra Trémorin-Delière | FN    | Conseillère municipale de Saint-Cloud |
| 03 |           | Rémi Carillon              | FN    |                                       |
| 04 |           | Florence Deniau            | FN    |                                       |
| 05 |           | Christian Maréchal         | FN    |                                       |
| 06 |           | Marie de Lamezan           | FN    |                                       |
| 07 |           | Paul Rocca                 | FN    |                                       |
| 08 |           | Nicole Maréchal            | FN    |                                       |
| 09 |           | Jean Allard                | FN    |                                       |

### Union pour un mouvement populaire
| N° | Candidats | Candidats                  | Parti | Principale fonction                                               |
| -- | --------- | -------------------------- | ----- | ----------------------------------------------------------------- |
| 01 |           | Roger Karoutchi            | UMP   | Ministre, adjoint au maire de Villeneuve-la-Garenne               |
| 02 |           | Isabelle Debré             | UMP   | Sénatrice sortante, adjointe au maire de Vanves                   |
| 03 |           | Georges Siffredi           | UMP   | Conseiller général, maire de Châtenay-Malabry                     |
| 04 |           | Isabelle Balkany           | UMP   | Adjointe au maire de Levallois-Perret                             |
| 05 |           | Christian Dupuy            | UMP   | Conseiller général, maire de Suresnes                             |
| 06 |           | Michèle Montiès            | UMP   | Adjointe au maire de Boulogne-Billancourt                         |
| 07 |           | François Kosciusko-Morizet | UMP   | Conseiller général, maire de Sèvres                               |
| 08 |           | Florence Guiraud           | UMP   | Adjointe au maire de Saint-Cloud                                  |
| 09 |           | Philippe Juvin             | UMP   | Député européen, conseiller général, maire de La Garenne-Colombes |

### MoDem - Divers droite
| N° | Candidats | Candidats              | Parti | Principale fonction                      |
| -- | --------- | ---------------------- | ----- | ---------------------------------------- |
| 01 |           | Denis Badré            | MoDem | Sénateur sortant, maire de Ville-d'Avray |
| 02 |           | Marie-Claude Le Floc'h | DVD   | Adjointe au maire de Neuilly-sur-Seine   |
| 03 |           | Arnaud de Courson      | DVD   | Conseiller général                       |
| 04 |           | Catherine Bloch        | DVD   | Adjointe au maire de Vaucresson          |
| 05 |           | Laurent Trupin         | MoDem | Conseiller municipal de Colombes         |
| 06 |           | Béatrix Roberti        | DVD   | Adjointe au maire de Suresnes            |
| 07 |           | Christian Delom        | MoDem | Conseiller municipal de Clamart          |
| 08 |           | Brigitte Clermont      | DVD   | Adjointe au maire de Saint-Cloud         |
| 09 |           | Philippe Chalmin       | DVD   |                                          |

### Parti de gauche - Mouvement républicain et citoyen
| N° | Candidats | Candidats            | Parti | Principale fonction                                  |
| -- | --------- | -------------------- | ----- | ---------------------------------------------------- |
| 01 |           | Pascale Le Néouannic | PG    | Conseiller régional, conseillère municipale d'Antony |
| 02 |           | Jean-Pierre Lettron  | MRC   | Conseiller municipal de Bourg-la-Reine               |
| 03 |           | Aimée Gourdol        | MRC   |                                                      |
| 04 |           | Aïssa Terchi         | PG    | Conseiller municipal de Clichy                       |
| 05 |           | Christiane Soudais   | PG    | Conseillère municipale de Colombes                   |
| 06 |           | Christian Raoux      | MRC   |                                                      |
| 07 |           | Laurence Rigault     | DVG   |                                                      |
| 08 |           | Khalid Ait-Hamou     | PG    |                                                      |
| 09 |           | Françoise Bacqué     | DVG   |                                                      |

## Résultats
| Tête de liste  | Tête de liste        | Liste          | Voix  | %      | Élus |
| -------------- | -------------------- | -------------- | ----- | ------ | ---- |
|                | Philippe Kaltenbach  | PS-PCF-EÉLV    | 637   | 30,91  | 3    |
|                | Roger Karoutchi      | UMP            | 479   | 23,24  | 2    |
|                | Jacques Gautier      | UMP            | 399   | 19,36  | 1    |
|                | Hervé Marseille      | NC             | 284   | 13,78  | 1    |
|                | Denis Badré          | MoDem          | 198   | 9,61   |      |
|                | Pascale Le Néouannic | PG-MRC         | 33    | 1,60   |      |
|                | Hugues Sirven-Viénot | DVD            | 15    | 0,73   |      |
|                | Estelle Le Touzé     | Cap21          | 10    | 0,49   |      |
|                | Laurent Salles       | FN             | 6     | 0,29   |      |
|                |                      |                |       |        |      |
| Inscrits       | Inscrits             | Inscrits       | 2 097 | 100,00 |      |
| Abstentions    | Abstentions          | Abstentions    | 9     | 0,43   |      |
| Votants        | Votants              | Votants        | 2 086 | 99,57  |      |
| Blancs et nuls | Blancs et nuls       | Blancs et nuls | 25    | 1,19   |      |
| Exprimés       | Exprimés             | Exprimés       | 2 061 | 98,38  |      |

### Sénateurs élus
| Sénateur | Sénateur                 | Parti |
| -------- | ------------------------ | ----- |
|          | Brigitte Gonthier-Maurin | PCF   |
|          | André Gattolin           | EELV  |
|          | Philippe Kaltenbach      | PS    |
|          | Hervé Marseille          | NC    |
|          | Roger Karoutchi          | UMP   |
|          | Isabelle Debré           | UMP   |
|          | Jacques Gautier          | UMP   |

## Pour approfondir